# Col Snoqualmie
Pour les articles homonymes, voir Snoqualmie.
Le col Snoqualmie (Snoqualmie Pass en anglais) est un col de montagne permettant à l'Interstate 90 de franchir la chaîne des Cascades dans l'État de Washington. Le col a une altitude de 921 mètres. Il s'agit du plus grand des trois cols de l'État à être ouverts tout au long de l'année. Les autres étant le col Stevens (U.S. Route 2) au nord et le White Pass (U.S. Route 12) au sud.
L'Interstate 90, avec près de 27000 véhicules franchissant le col chaque jour, est l'artère principale reliant la métropole de Seattle à l'est du pays. Le col tire l'origine de son nom dans la tribu amérindienne Snoqualmie qui vivait à l'ouest du col.

## Histoire
Depuis longtemps, le col est déjà connu et utilisé par les amérindiens de la région. La Compagnie de la Baie d'Hudson travaille dans la région dès le début des années 1800. La compagnie connaissait le lieu mais on en sait très peu sur l'utilisation qu'ils en avaient. Parmi les premiers franchissements reconnus du col se trouve celui d'A.C. Anderson qui fait passer à travers la chaîne des Cascades un troupeau de bétail.
George B. McClellan et son lieutenant Abiel W. Tinkham explorent la région du col en 1853 et 1854. Ils recherchent alors un meilleur endroit que le col Naches pour faire passer une voie ferrée. Ils allèrent au niveau du col Yakima mais n'allèrent pas jusqu'au niveau du col Snoqualmie à cause de rapports parlant du risque causé par des indiens dans la région.
En 1856, le major J.H.H. Van Bokkelen passe le col lors d'une mission. En 1865, des habitants de Seattle explorent la région du col et déclarent qu'il s'agit du meilleur endroit pour franchir les montagnes. En 1867, une route à péage est construite pour franchir le col. Elle n'est praticable que pour le bétail ou le transport à dos d'animaux mais pas pour les chariots. La compagnie de chemin de fer Chicago, Milwaukee and St. Paul Railway réalise une voie ferrée qui passe au niveau du col en 1909. La même année, une route pour chariots est disponible. La route Sunset Highway est ouverte en 1915.
En 1927, la route qui franchit le col devient la route nationale U.S. Route 10. La route commence à être déneigée en hiver en 1931. En 1933, la première piste de ski est tracée dans la zone et la route est macadamisée en 1934. En 1969, l'Interstate 90 est construite pour franchir le col.

## Tourisme
La région est équipée de nombreux chalets de montagne qui sont occupées en saison par des résidents de la région de Seattle. Ils sont attirés dans la région par les montagnes et les sports d'hiver. Le sentier de grande randonnée Pacific Crest Trail passe par le col tout comme d'autres sentiers, ce qui attire les randonneurs.  Des stations de sports d'hiver sont également présentes dans la zone (Alpental, Summit West, Summit Central et Summit East). La station de sports d'hiver Summit at Snoqualmie est la plus proche station par rapport à Seattle.